# 八鹿トンネル
八鹿トンネル（ようかトンネル）は、兵庫県養父市にある北近畿豊岡自動車道のトンネルである。
当初予想していたよりも地山が軟弱で岩盤崩落等が発生し、対策に8ヶ月程を要したため、2011年度末の供用開始は延期され、2012年11月24日に供用開始した。

## データ
- 区間 : 北近畿豊岡自動車道（和田山八鹿道路） 養父IC - 八鹿氷ノ山IC (4.0km)間
- 住所 : 兵庫県養父市十二所（じゅうにしょ） - 兵庫県養父市八鹿町米里（めいり）
- 総延長 : 2,990m[2]
- 道路規格 : 第1種第3級
- 設計速度 : 80km/h
- 制限速度 : 70km/h
- 幅員 : 22.0m
- 車線数 : 暫定2車線
- 供用開始日時 : 2012年11月24日 午後3:00